# Hesperoconopa melanderi
Hesperoconopa melanderi är en tvåvingeart som först beskrevs av Alexander 1945.  Hesperoconopa melanderi ingår i släktet Hesperoconopa och familjen småharkrankar. Inga underarter finns listade i Catalogue of Life.